# Alpaida ericae
Alpaida ericae är en spindelart som beskrevs av Levi 1988. Alpaida ericae ingår i släktet Alpaida och familjen hjulspindlar. Inga underarter finns listade i Catalogue of Life.